# Majestic (Schiff, 1922)
Die Majestic war ein 1922 in Dienst gestelltes Passagierschiff der White Star Line. Sie wurde ursprünglich unter dem Namen Bismarck für die HAPAG gebaut und lief bereits 1914 vom Stapel, blieb aber aufgrund des Ersten Weltkriegs mehrere Jahre unvollendet.

## Schiffsleben

### AlsBismarck

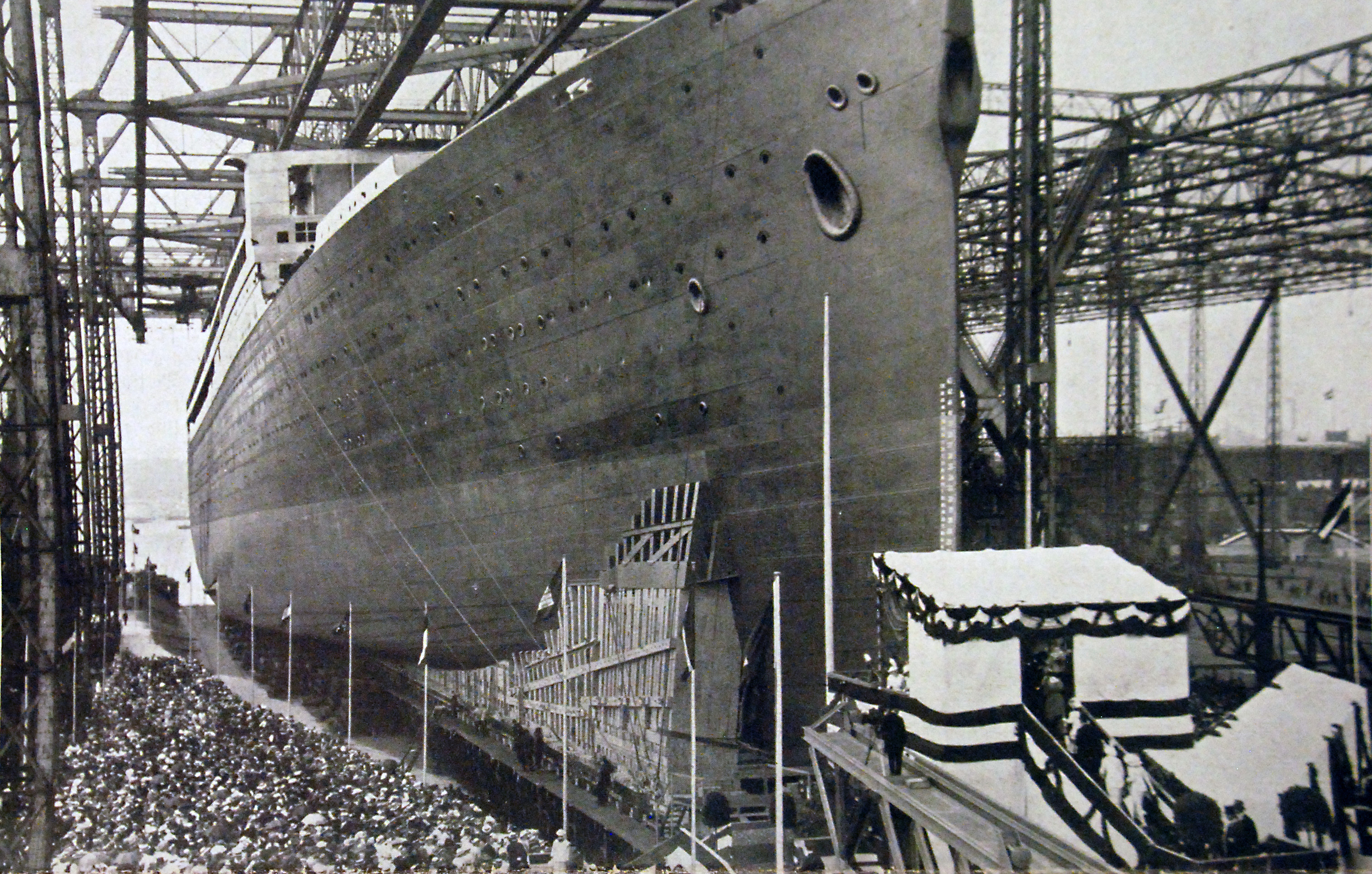
Der Stapellauf der Bismarck

Die Bismarck war der dritte der drei größten jemals für HAPAG und Deutschland gebauten Luxusliner. Sie gehörte der Imperator-Klasse an. In die Bismarck wurden die Erfahrungen eingebaut, die man mit den beiden Vorgängern hatte sammeln können, obgleich sich ihre Fertigstellung wegen des inzwischen ausgebrochenen Krieges erheblich verzögerte. Das Schiff wurde bei Blohm & Voss gebaut und am 20. Juni 1914 vom Stapel gelassen. Der beim Stapellauf persönlich anwesende Kaiser übernahm unbeabsichtigt die Taufe. Hannah von Bismarck, eine Enkelin des ersten Reichskanzlers, sollte das Schiff taufen. Sie schwang jedoch die Flasche zu spät und verfehlte das Schiff. Geistesgegenwärtig entriss ihr Wilhelm II. die Flasche und traf, bevor der Rumpf außer Reichweite war. Danach aber ruhte die Arbeit an dem Schiff bis lange nach Kriegsende. Das Reparationskomitee sprach nach dem Krieg den Imperator (auf Wunsch von Kaiser Wilhelm II. wurde für das Schiff der männliche Artikel verwendet) und die noch unfertige Bismarck den Briten zu. Am 5. Oktober 1920 brach an Bord ein Brand aus, der großen Schaden verursachte und so die Fertigstellung weiter verzögerte. Als Brandursache wurde eine Sabotage der deutschen Werftarbeiter vermutet, die gegen eine Ablieferung des Schiffes für die Briten waren.

### AlsMajestic

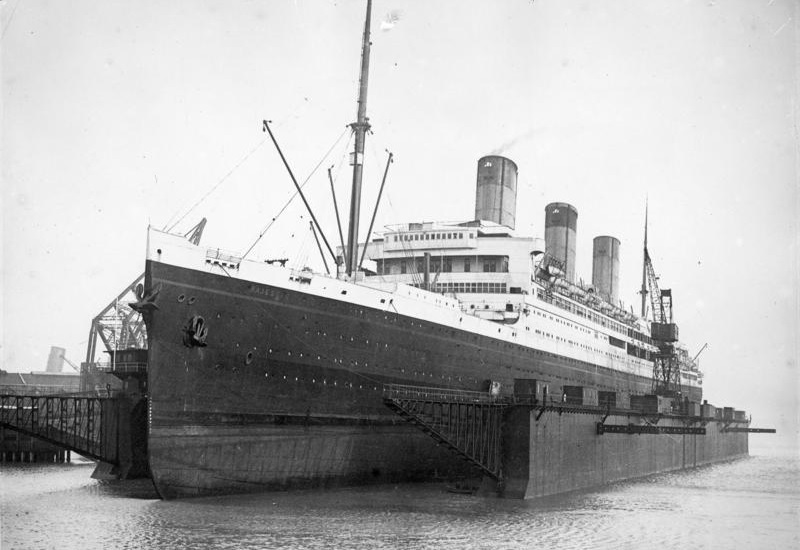
Die Majestic 1932 in Southampton

1921 kauften die Cunard Line und die White Star Line gemeinschaftlich beide Schiffe. Aus der Bismarck wurde nun die Majestic der White Star Line, obgleich der 50-prozentige Anteil an dem jeweils anderen Schiff noch für zehn weitere Jahre Bestand hatte. Cunard gehörte also die Hälfte der Majestic und der White Star Line die Hälfte der RMS Berengaria (den ehemaligen Imperator).
Zuerst musste das Schiff einmal fertiggestellt werden. Das geschah auf der Hamburger Werft Blohm & Voss. Nach der Fertigstellung verließ das Schiff Hamburg am 28. März 1922 zur Probefahrt in die Nordsee. Auf dem Weg elbabwärts blieb das Schiff kurz im Schlick stecken, konnte aber freigeschleppt werden und erreichte Cuxhaven, wo es auf Reede verankert wurde. Bei den Erprobungen auf hoher See soll das Schiff über 25 Knoten schnell gewesen sein, doch wurden die meisten Tests bei geringeren Geschwindigkeiten durchgeführt, bevor das Schiff am 10. Mai 1922 zur Jungfernreise nach New York auslief.
Die Majestic war das größte der drei Schiffe der White Star Line auf dem Nordatlantik. Die anderen beiden waren die Olympic und die Homeric. Auf dieser Route war die Majestic nun die nächsten zehn Jahre im Einsatz. Gemeinsam mit den Cunard-Schiffen Mauretania, Berengaria und Aquitania konnten wöchentliche Abfahrten angeboten werden. Die Majestic war das zweitschnellste Schiff dieses Sextetts: die Mauretania war noch schneller und konnte Nordatlantikreisen mit einer Durchschnittsgeschwindigkeit von 24 Knoten bewältigen.
Gegen Ende der 1920er Jahre ging die Majestic gelegentlich auf Kreuzfahrt und erledigte zwischen den Atlantiküberquerungen Kurzreisen z. B. von New York nach Halifax und zurück.
Trotz der Weltwirtschaftskrise Anfang der 1930er Jahre blieb der Expressdienst über den Atlantik zunächst erhalten. Der Dienst war nun auf die vier Schiffe Aquitania, Berengaria, Olympic und Majestic zusammengestrichen worden. Die Homeric und die Mauretania gingen in dieser Zeit auf Kreuzfahrt. 1934 wurde die Majestic im Nordatlantik von einer Monsterwelle getroffen, wobei unter anderem ihr Kapitän auf der Brücke (normalerweise ca. 30 m über der Wasserlinie) schwer verletzt wurde. Bis zur Indienststellung der Normandie im Jahr 1935 war die Majestic das größte Schiff der Welt.
Mit der Fusion von Cunard und White Star Line zur Cunard-White Star Ltd. im Jahr 1934 ging die Ära der großen Passagierschiffe der Reedereigruppe langsam zu Ende. Die Folgen der Weltwirtschaftskrise traf den Nordatlantikdienst sehr hart. Die Olympic wurde 1935 außer Dienst gestellt. Dasselbe geschah 1936 mit der Majestic, nachdem sie ihre 207. Rundreise beendet hatte. Am 15. Mai 1936 wurde sie zum Abbruch verkauft, konnte aber noch einmal vor den Schneidbrennern bewahrt werden, weil die Marineleitung das Schiff von der Abwrackwerft kaufte und unter dem Namen HMS Caledonia zum Ausbildungsschiff für 2000 Marinesoldaten herrichten ließ.
Damit hatte die britische Marine ihr größtes Ausbildungsschiff aller Zeiten bekommen. Die großen Gesellschaftsräume wurden zu Vorlesungssälen umgestaltet, Werkstätten eingerichtet und Geschütze montiert. Masten und Schornsteine wurden verkürzt, damit das Schiff in die schottische Region Fife gelangen konnte. Dort traf sie am 23. April 1937 in Rosyth ein.
Diese Aufgabe erfüllte das alte Schiff zwei Jahre lang, bis der Krieg ausbrach. Die Schüler wurden nun an Land untergebracht, das Schiff auf den Firth of Forth hinausgeschleppt und dort verankert. Es gab neue Pläne für das Schiff, das möglicherweise noch zum Truppentransporter umgebaut werden sollte, die aber am 29. September 1939 durch einen Brand an Bord zunichtegemacht wurden. Dabei wurde soviel Löschwasser in das Schiff hineingepumpt, dass es sank und zum Totalverlust erklärt wurde. Im März 1940 wurde es erneut an das Abwrackunternehmen Thomas T. Ward verkauft und teilweise an Ort und Stelle verschrottet. Der Rest wurde weiter nach Inverkeithing, ebenfalls in Fife östlich von Rosyth, zum endgültigen Abbruch geschleppt.

## Schwesterschiffe
- Imperator (später Berengaria)
- Vaterland (später Leviathan)